# Trevor Lucas
Trevor George Lucas (25 décembre 1943 - 4 février 1989) était un artiste folk d'origine australienne basé en Grande-Bretagne, membre de Fairport Convention et l'un des fondateurs de Fotheringay. Il a surtout travaillé en tant que chanteur, compositeur et guitariste, mais aussi produit de nombreux albums et composé pour l'industrie du cinéma vers la fin de sa carrière.
Il s'est marié trois fois, d'abord avec Cheryl (1964-ca. 1969), sa deuxième épouse était une musicienne folk compatriote, Sandy Denny (1973-1978), et sa troisième épouse était Elizabeth Hurtt (1979-1989 environ). Lucas est décédé le 4 février 1989 d'une crise cardiaque dans son sommeil, à Sydney, à l'âge de 45 ans. Il a laissé sa veuve Hurtt-Lucas, sa fille, Georgia Rose Lucas (par Denny), et son fils, Tom Clancy Hurtt-Lucas. Selon l'historien de la musique rock d'Australie, Ian McFarlane, Trevor "était l'un des chanteurs-compositeurs les plus acclamés que l'Australie a jamais produit et bien qu'il ait été tenu en haute estime dans les cercles  folk-rock du Royaume-Uni, il est resté pratiquement inconnu dans son pays natal".

## Référence
- (en) Cet article est partiellement ou en totalité issu de l’article de Wikipédia en anglais intitulé « Trevor Lucas » (voir la liste des auteurs).